# Kirchwald
Kirchwald település Németországban, Rajna-vidék-Pfalz tartományban. Lakosainak száma 999 fő (2023. december 31.).

## Népesség
A település népességének változása:
| Lakosok száma | 785  | 957  | 969  | 962  | 1000 | 999  |
|               | 1975 | 2017 | 2019 | 2021 | 2022 | 2023 |